# Gåser
Gåser er en lille landsby på nordsiden af Langerak omtrent 8 km vest for Hals i det sydøstlige Vendsyssel. Landsbyen er beliggende i Aalborg Kommune og hører under Region Nordjylland. Husstandene er primært gårde og enkelte huse.
Sammen med Holtet er der dannet Holtet-Gåser Landsbylaug, som bl.a. arrangerer en række sociale aktiviteter. Landsbyerne i Aalborg Kommune kårede i 2015 de to byer til titlen som "Årets Landsby".
I Gåser findes Gåser Kirke og en tidligere landsbyskole, der er ombygget til et bosted for unge mellem 13-18 år.